# Lasse Lührs
Lasse Lührs (Wingst, 16 de maio de 1996) é um triatleta alemão, campeão olímpico.

## Carreira
No nível júnior, campeão nacional júnior da Alemanha e em junho de 2014, tornou-se campeão europeu júnior no sprint por equipe com a equipe alemã no Campeonato Europeu de Triatlo em Kitzbühel, Áustria. Ele ganhou o ouro na corrida júnior na Copa Europeia de 2015 em Viena. Em julho de 2015, ele se tornou campeão europeu júnior em Genebra e também ganhou prata no revezamento misto em campeonatos.
Em 2019, ele terminou em segundo lugar no evento de triatlo da Copa do Mundo em Madri. Ele se tornou campeão alemão de triatlo na distância sprint em 2022. Naquele ano, ele terminou em nono lugar na classificação geral do Campeonato Mundial de Triatlo de 2022. Ele terminou em quinto lugar na Grande Final de 2023 do Campeonato Mundial de Triatlo em Pontevedra, Espanha.
Nos Jogos Olímpicos de Verão de 2024, em Paris, conquistou a medalha de ouro no revezamento misto, ao lado de Tim Hellwig, Lisa Tertsch e Laura Lindemann, com o tempo de 1:25:39.